# Royale Union Saint-Gilloise
Royale Union Saint-Gilloise, grundad 1 november 1897, är en fotbollsklubb i Forest i Belgien. Klubben spelade säsongen 2024/2025 i den belgiska högstadivisionen, Jupiler Pro League där man slutade som segrare för första gången sedan 1935. 
Union SG grundades i Saint-Gilles, men flyttade på 1920-talet till grannkommunen Forest. Klubben är med sina tolv ligatitlar den tredje mest framgångsrika i Belgien, endast slagen av Anderlecht och Club Brugge. När Europaturneringarna började spelas på 1950-talet var Union SG en återkommande deltagare, och gick som längst till en semifinal i Mässcupens andra säsong 1958–1960. Efter att ha slagit ut italienska Roma i kvartsfinal ställdes Union SG mot engelska Birmingham City, men slogs ut efter att ha förlorat med 2–4 både hemma och borta.
I mars 2021 blev det klart att Union SG vann den belgiska andradivisionen och därmed flyttades upp till Jupiler Pro League för första gången på 48 år. Efter att ha slutat på andra, tredje och därefter andra plats säsongerna 2021/2022, 2022/2023 och 2023/2024 vann Union SG säsongen 2024/2025 Jupiler Pro League efter att ha tagit 28 av 30 möjliga poäng under ligans slutspelsfas. Man gick därmed om såväl Genk som Club Brugge i tabellen och säkrade Champions League-spel säsongen 2025/2026.

## Spelartrupp
| Nr | Land            | Pos | Namn                                            |
| -- | --------------- | --- | ----------------------------------------------- |
| 2  | Nederländerna   | F   | Bart Nieuwkoop                                  |
| 3  | Belgien         | F   | Viktor Boone                                    |
| 6  | Nederländerna   | MF  | Oussama El Azzouzi                              |
| 7  | Nigeria         | A   | Victor Boniface                                 |
| 8  | Elfenbenskusten | MF  | Lazare Amani                                    |
| 9  | Tyskland        | A   | Dennis Eckert Ayensa                            |
| 10 | England         | MF  | Marcel Lewis                                    |
| 11 | Elfenbenskusten | A   | Simon Adingra (lån från Brighton & Hove Albion) |
| 13 | Belgien         | A   | Dante Vanzeir                                   |
| 14 | Belgien         | MV  | Joachim Imbrechts                               |
| 16 | England         | F   | Christian Burgess                               |
| 17 | Malta           | MF  | Teddy Teuma                                     |

| Nr | Land       | Pos | Namn                                    |
| -- | ---------- | --- | --------------------------------------- |
| 19 | Belgien    | F   | Guillaume François                      |
| 20 | Belgien    | MF  | Senne Lynen                             |
| 21 | Belgien    | MV  | Lucas Pirard                            |
| 23 | Schweiz    | MF  | Cameron Puertas                         |
| 24 | Belgien    | MF  | Ilyes Ziani                             |
| 26 | England    | F   | Ross Sykes                              |
| 28 | Japan      | F   | Koki Machida (lån från Kashima Antlers) |
| 29 | Sverige    | A   | Gustaf Nilsson                          |
| 44 | Belgien    | F   | Siebe Van der Heyden                    |
| 49 | Luxemburg  | MV  | Anthony Moris                           |
| 59 | Marocko    | F   | Ismaël Kandouss                         |
| 85 | Belgien    | F   | Arnaud Dony                             |
| 94 | Madagaskar | A   | Loïc Lapoussin                          |

### Utlånade spelare
| Nr | Land    | Pos | Namn                                                |
| -- | ------- | --- | --------------------------------------------------- |
| 29 | England | F   | Matthew Sorinola (i Swansea City till 30 juni 2023) |

## Meriter
- Belgiska förstadivisionen (12): 1903/1904, 1904/1905, 1905/1906, 1906/1907, 1908/1909, 1909/1910, 1912/1913, 1922/1923, 1932/1933, 1933/1934, 1934/1935, 2024/2025
- Belgiska cupen (3): 1912/1913, 1913/1914, 2023/2024